# Robert Noyce
Robert Noyce (ur. 12 grudnia 1927, zm. 3 czerwca 1990) – znany jako „Mayor of Silicon Valley”, współzałożyciel Fairchild Semiconductor w 1957 r. i Intela w 1968, twórca (niezależnie od Jacka Kilby'ego) układu scalonego.
W 1949 r. ukończył fizykę w Grinnell College, w 1953 uzyskał tytuł doktora w Massachusetts Institute of Technology. Dołączył do Williama Shockleya i podjął pracę w Shockley Semiconductor Laboratory (dział Beckman Instruments), ale opuścił firmę w grupie „Traitorous Eight” (Zdradziecka Ósemka), aby utworzyć w 1957 r. Fairchild Semiconductor. 25 kwietnia 1961 otrzymał od U.S. Patent Office patent na układ scalony zastępujący dotychczasowe tranzystory, co rozpoczęło długą walkę prawną z Jackiem Kilbym o prawo do patentu; obaj są obecnie uznawani za twórców układów scalonych. W 1968 odszedł z FS razem z Gordonem Moore’em, aby założyć firmę Intel.
Noyce był znany z wprowadzania atmosfery, która dawała dużą swobodę pracownikom i stała się korporacyjnym wzorcem dla wielu firm zajmujących się nowoczesnymi technologiami, zwłaszcza w Kalifornii. Podejście to było jednak krytykowane przez wieloletniego szefa Intela, Andy’ego Grove’a, który uważał je za niewłaściwe.
Noyce zmarł w 1990 r. na atak serca. Pozostawił Robert Noyce Foundation, instytut sponsorujący badania naukowe i technologiczne, kierowany obecnie przez jego córkę, Penny Noyce.